# Ceramiales
Ceramiales, red crvenih algi u razredu Florideophyceae. Dio je podrazreda Rhodymeniophycidae. Postoji preko 2 702 vrste u pet porodica

## Porodice
1. Callithamniaceae Kützing, 207
2. Ceramiaceae Dumortier, 463
3. Delesseriaceae Bory, 644
4. Rhodomelaceae Horaninow, 1 101
5. Wrangeliaceae J.Agardh, 287